# ماری بوینی
ماری بوین (زاده شده با نام ماری بوین پرسن، ۸ نوامبر ۱۹۵۶) خواننده نروژی است. او موسیقی عامیانه یدلینگ سنتی یا یوئیک را با راک ترکیب کرد. در سال ۲۰۰۸، او استاد موسیقی‌شناسی در دانشکده دانشگاه نسنا شد.

## زندگی‌نامه
بوین در شهر کاراشوک در فینمارک، در شمال نروژ متولد و بزرگ شد.
والدین بوین سامی بودند؛ و به ماهیگیری مشغول بودند.

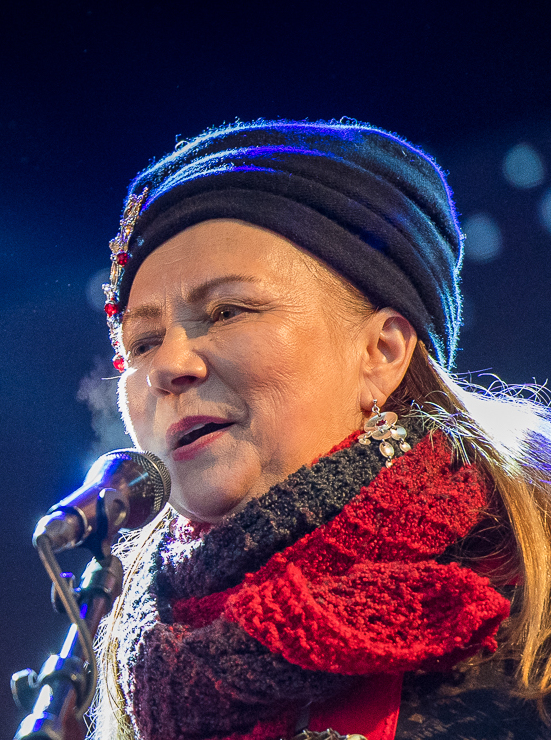
در جشنوراه سال ۲۰۱۸
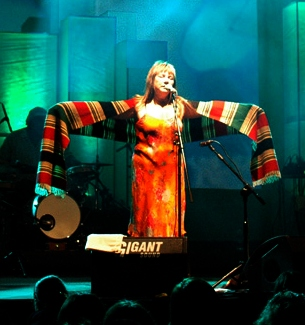
در سپتامبر ۲۰۰۷ در وارزواوا ، لهستان